# Somita
Somita är en ort i Gambia. Den ligger i regionen West Coast, i den västra delen av landet, 40 km sydost om huvudstaden Banjul. Antalet invånare var 2 723 vid folkräkningen 2013.